# Hersz Berliński
Hersz Berliński (auch Hirsz oder Hirsch Berliński; Pseudonyme Herszek oder Jeleń; * 1908 in Łódź; † 27. September 1944 in Warschau) war ein Aktivist der jüdischen Widerstandsbewegung in Polen im Zweiten Weltkrieg. Er war Angehöriger der Poalej Syjon - Lewica, überlebte den Ghettoaufstand 1943 und fiel während des Warschauer Aufstandes im Folgejahr.

## Leben
Berliński stammte aus einer jüdischen Arbeiterfamilie in Łódź. Er besuchte den Cheder und eine Grundschule. 1923 wurde er Mitglied der jüdischen Jugendorganisation Cukunft, die dem Allgemeinen jüdischen Arbeiterbund verbunden war. Im Folgejahr wechselte er in die Poalej Syjon-Lewica, deren Milizenkommandant er in Łódź wurde.
Bei Ausbruch des Zweiten Weltkrieges wurde er auf der Fahrt nach Warschau verhaftet und in Lagern in Rawa Mazowiecka und Częstochowa gefangen gehalten. Nachdem er von dort fliehen konnte, lebte er ab 1940 im Warschauer Ghetto. Er arbeitete in der Landau-Fabrik. In der Warschauer Poalej Syjon-Lewica wurde er einer der wichtigsten Funktionäre: Parteisekretär und Leiter der Untergrundpresse. Er gründete die konspirative Jugendorganisation Młodzież Borochowa (jiddisch: Borochow Jugent). Nach der ersten großen Deportationsaktion wurde er zu einem der aktivsten Mitglieder der Jüdischen Kampforganisation (ŻOB); er vertrat seine Partei im Stab der ŻOB und übernahm die Leitung der Planungsabteilung. Während des Ghettoaufstandes führte er eine Einheit der Poalej Syjon-Lewica und war zunächst – gemeinsam mit Marek Edelman – im Kampfgebiet der Bürstenfabrik an der Ulica Świętojerska eingesetzt. Später kämpfte er im Ghettozentrum. Am 10. Mai 1943 konnte er – einige Tage vor der endgültigen Niederschlagung des jüdischen Aufstandes – mit einigen weiteren Kämpfern durch das Kanalisationssystem aus dem Ghetto entkommen. Er schloss sich den in den Wäldern um Warschau lebenden Partisanen an.
In den Kämpfen des Warschauer Aufstandes fiel er am 27. September 1944 als Mitglied der im Stadtteil Żoliborz eingesetzten ŻOB. Am 19. April 1945 wurde ihm posthum der Militärverdienstorden Virtuti Militari verliehen, und am 29. April wurden seine sterblichen Überreste auf dem Jüdischen Friedhof an der Okopowa-Straße (Sektor 39) in Warschau begraben. In der Altstadt von Łódź gibt es die nach ihm benannte Ulica Hersza Berlińskiego.